# Anthophora dubia
Anthophora dubia là một loài Hymenoptera trong họ Apidae. Loài này được Eversmann mô tả khoa học năm 1852.